# Кочкоров, Муминжон
Муминжон Кочкоров (узб. Möminjon Quchqorov, Мўминжон Қўчқоров; 5 ноября 1983), более известный под сценическим именем Мумин Ризо — узбекский актёр

## Биография
Муминжон Кочкоров родился 5 ноября 1983 года в Ферганской области, в семье интеллигентов. После окончания средней школы Момин учился в Кыргызско — Узбекском международном университете на факультете права и таможенного дела в 2001—2006 годах.

### Личная жизнь
Мумин Ризо женат, имеет 5 детей, то есть 4 дочерей и сына. Его жена Зиёда Нормурадова тоже актриса.

## Карьера
Мумин Риза, начавший свою творческую карьеру в 2005 году, прославился своим первым фильмом «Суперкоманда», снятым в 2006 году. В 2007 году он появится в фильмах «Бахор Ойларида», эти фильмы принесли Мумину большую известность. «Дилозорим», «Наследник», «Ота рози», Сыграл различные роли в ряде фильмов, таких как «Снайпер». В 2018 г.комедия «Любители близнецов». Одним из таких близнецов стала роль Рустама, благодаря которой он завоевал любовь зрителей. После этого актёр создал образ Бобура ака в сериале «Битва сердец», созданном в сотрудничестве с узбекско — турецкими кинематографистами. Мумин Риза снялся в фильме 2020 года Прощание, совместном с Индией. Фильм Худа Хафиз не принес ему большой известности. Этот образ стал визитной карточкой актёра. После этого Мумин Ризо также получил множество предложений по сериалам, и он сыграл различные роли в сериалах «Бокира», «Бахт Куши», «Асира». В 2021 году Мумин Ризо также начал свою продюсерскую карьеру, свой первый продюсерский сериал «Ризо», который, как ожидается, в ближайшее время будет показан на узбекских телеканалах. В 2022 году Мумин Ризо снимается в сериале «Юр Мухаббат», который снимается совместно с узбекско — турецкими кинематографистами.

## Фильмография
Ниже приведен хронологически упорядоченный список фильмов, в которых снялся Мумин Ризо.
| Год  | Оригинальное название | Русское название       | Источник |
| ---- | --------------------- | ---------------------- | -------- |
| 2006 | Супер команда         | Супер команда          |          |
| 2007 | Бахор ойларида        | Весенние месяцы        |          |
| 2017 | Зухрохонни синифи     | Класс Зухрохона        | [ 12 ]   |
| 2017 | Менга корбобо Кёраку  | У меня нужно дед Мороз | [ 13 ]   |
| 2018 | Дилозорим             | Дилозорим              | [ 14 ]   |
| 2018 | Меросхор              | Наследник              |          |
| 2018 | Ота рози              |                        | [ 15 ]   |
| 2018 | Егзак ошиклар         | Любители близнецов     | [ 16 ]   |
| 2019 | Снайпер               | Снайпер                |          |
| 2019 | Котиллар уйти         | Игра престолов         |          |
| 2020 | Прощание              | Прощание               | [ 17 ]   |
| 2021 | Севади, севмайди      | Любит, не любит        |          |

### Телесериалы
| Год       | Сериал        | Источник |
| --------- | ------------- | -------- |
| 2017      | Асира         |          |
| 2018      | Битва сердца  | [ 18 ]   |
| 2019      | Бахт кулич    | [ 19 ]   |
| 2019      | Ризо          | [ 20 ]   |
| 2020      | Бокира        | [ 21 ]   |
| 2020-2021 | Любовные игры |          |
| 2022      | Юр Мухаббат   | [ 22 ]   |

## Награды и номинации
| Год  | Награда          | Категория                                   | Фильм          | Результат |
| ---- | ---------------- | ------------------------------------------- | -------------- | --------- |
| 2006 | М и ТВА Награды  | Лучший актёр второго плана — Узбекистан     | Super Kamanda  | Победа    |
| 2007 | Кинопремии       | Лучший актёр — Узбекистан                   | Bahor oylarida | Номинация |
| 2017 | Sevimli Награды  | Лучший актёр — Узбекистан                   | Asira          | Номинация |
| 2017 | M Награды        | Лучший актёр — Узбекистан                   | Asira          | Номинация |
| 2018 | MY5 Награды      | Лучший актёр — Узбекистан                   | Yuraklar jangi | Победа    |
| 2018 | Кинопремии       | Лучший актёр в отрицательной роли           | Yuraklar jangi | Номинация |
| 2018 | M & TVA          | Лучший актёр — Узбекистан                   | Yuraklar jangi | Победа    |
| 2018 | RizaNova Награды | Выступление в главной роли — Узбекистан     | Yuraklar jangi | Победа    |
| 2018 | Золотой глобус   | Лучший актёр — Узбекистан                   | Baxt Qushi     | Номинация |
| 2018 | Sevimli Награды  | Лучший актёр — Узбекистан                   | Baxt Qushi     | Номинация |
| 2018 | RizaNova Награды | Лучший отрицательный актёр за 10 лет        | None           | Победа    |
| 2019 | M Награды        | Лучшее исполнение главной роли — Узбекистан | Baxt Qushi     | Номинация |
| 2019 | Oltin humo       | Лучший актёр в отрицательной роли           | Baxt Qushi     | Номинация |
| 2019 | GQ Награды       | Лучший актёр — Узбекистан                   |                | Номинация |
| 2020 | RizaNova Награды | Лучший актёр — Узбекистан                   | Ishq o’yinlari | Победа    |
| 2020 | Награды Sevimli  | Лучший актёр второго плана                  | Ishq o’yinlari | Победа    |
| 2020 | Награды GQ       | Лучший актёр — Узбекистан                   | Ishq o’yinlari | Победа    |

- 2006 — лауреат XXVIII премии «Выбор любимого актёра» в местной номинации «Любимый узбекский актёр» телеканала «НТТ» Узбекистана.
- 2007 — лауреат некоммерческой премии национального кинематографа Узбекистана «M&tv» «Лучший узбекский негативный персонаж года» — за роль Улугбека в сериале «Весенние месяцы» (2008).
- 2017 — за исполнение роли Нодыр в телесериале «Асира».
- 2018 — номинация «Лучший актёр Битва сердец/сериала» на получение профессионального приза Ассоциации продюсеров кино и телевидения в области телевизионного кино.
- 2019 — «Золотая лента!» Лауреат национальной телевизионной премии им. В специальной номинации «Бахт Куши».